# Bérig-Vintrange
Bérig-Vintrange est une commune française située dans le département de la Moselle et le bassin de vie de la Moselle-est, en région Grand Est.

## Géographie
|          | Bistroff        |             |
| Harprich | Bérig-Vintrange | Grostenquin |
|          | Vallerange      |             |

### Hydrographie
La commune est située dans le bassin versant du Rhin au sein du bassin Rhin-Meuse. Elle est drainée par le ruisseau la Nied de Bischwald et le ruisseau de l'Eschweihergraben.

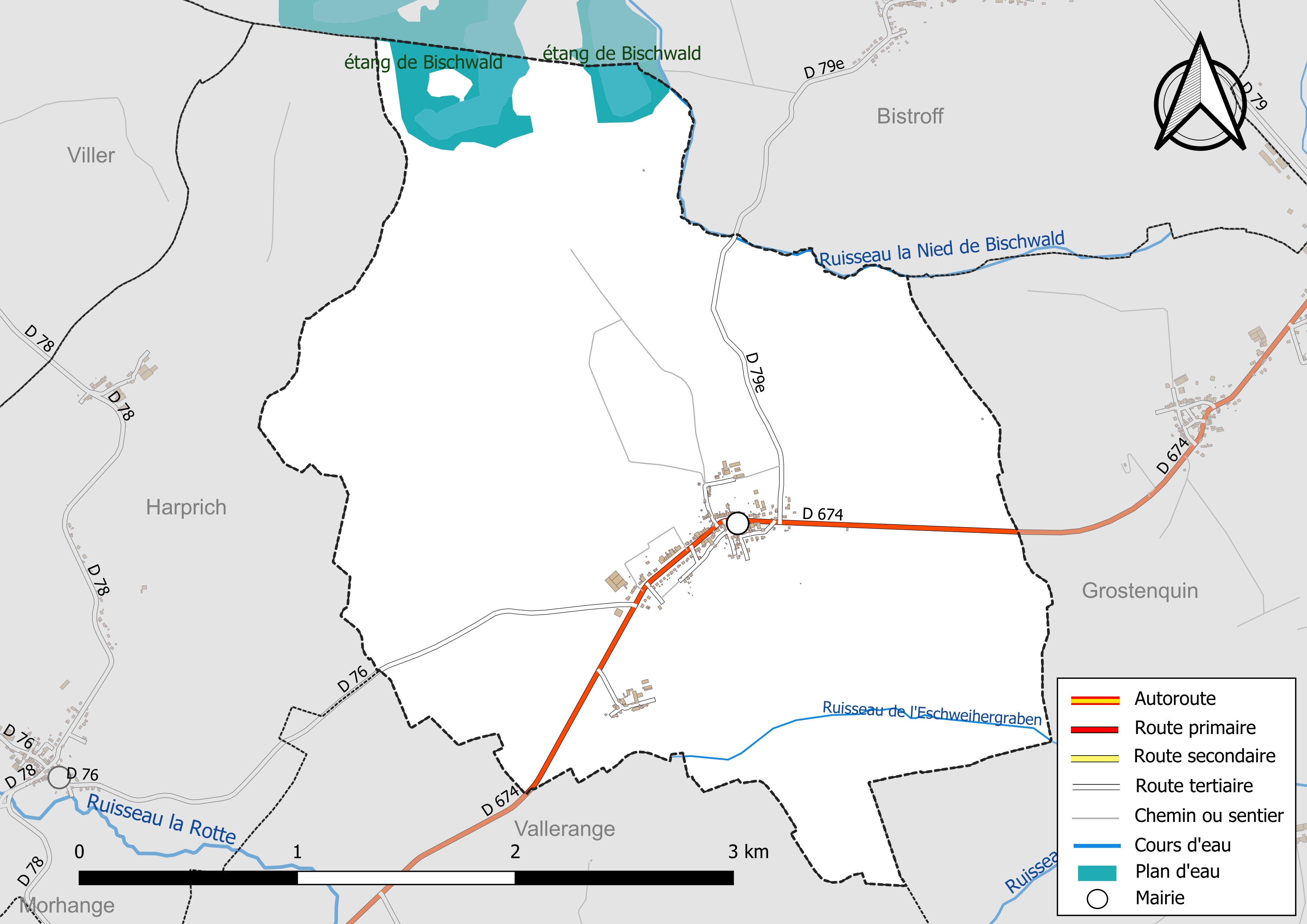
Réseaux hydrographique et routier de Bérig-Vintrange.

### Climat
Pour des articles plus généraux, voir Climat du Grand Est et Climat de la Moselle.
En 2010, le climat de la commune est de type climat des marges montargnardes, selon une étude du Centre national de la recherche scientifique s'appuyant sur une série de données couvrant la période 1971-2000. En 2020, Météo-France publie une typologie des climats de la France métropolitaine dans laquelle la commune est exposée à un climat semi-continental et est dans la région climatique  Lorraine, plateau de Langres, Morvan, caractérisée par un hiver rude (1,5 °C), des vents modérés et des brouillards fréquents en automne et hiver. 
Pour la période 1971-2000, la température annuelle moyenne est de 9,6 °C, avec une amplitude thermique annuelle de 17 °C. Le cumul annuel moyen de précipitations est de 887 mm, avec 12,2 jours de précipitations en janvier et 9,4 jours en juillet. Pour la période 1991-2020, la température moyenne annuelle observée sur la station météorologique de Météo-France la plus proche, « Rodalbe », sur la commune de Rodalbe à 7 km à vol d'oiseau, est de 10,6 °C et le cumul annuel moyen de précipitations est de 737,2 mm. 
La température maximale relevée sur cette station est de 38,7 °C, atteinte le 24 juillet 2019 ; la température minimale est de −18,1 °C, atteinte le 26 décembre 2010,,. 
Les paramètres climatiques de la commune ont été estimés pour le milieu du siècle (2041-2070) selon différents scénarios d'émission de gaz à effet de serre à partir des nouvelles projections climatiques de référence DRIAS-2020. Ils sont consultables sur un site dédié publié par Météo-France en novembre 2022.

## Urbanisme

### Typologie
Au 1er janvier 2024, Bérig-Vintrange est catégorisée commune rurale à habitat dispersé, selon la nouvelle grille communale de densité à sept niveaux définie par l'Insee en 2022.
Elle est située hors unité urbaine. Par ailleurs la commune fait partie de l'aire d'attraction de Morhange, dont elle est une commune de la couronne,. Cette aire, qui regroupe 22 communes, est catégorisée dans les aires de moins de 50 000 habitants,.

### Occupation des sols
L'occupation des sols de la commune, telle qu'elle ressort de la base de données européenne d’occupation biophysique des sols Corine Land Cover (CLC), est marquée par l'importance des territoires agricoles (92 % en 2018), en diminution par rapport à 1990 (97,2 %). La répartition détaillée en 2018 est la suivante : 
prairies (57 %), terres arables (35 %), zones urbanisées (5,2 %), eaux continentales (2,2 %), forêts (0,6 %). L'évolution de l’occupation des sols de la commune et de ses infrastructures peut être observée sur les différentes représentations cartographiques du territoire : la carte de Cassini (XVIIIe siècle), la carte d'état-major (1820-1866) et les cartes ou photos aériennes de l'IGN pour la période actuelle (1950 à aujourd'hui).

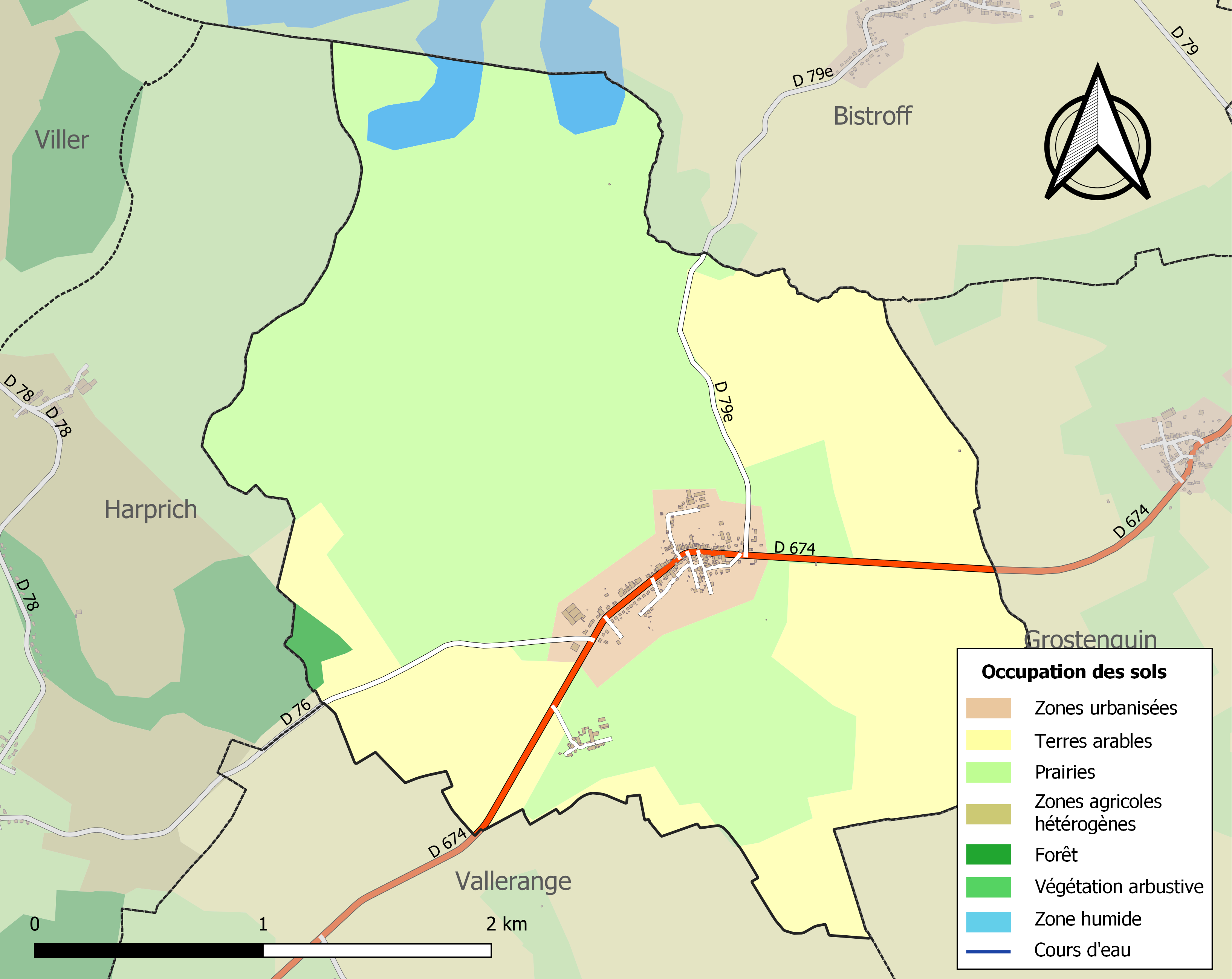
Carte des infrastructures et de l'occupation des sols de la commune en 2018 (CLC).

## Toponymie

### Bérig
- Beryh (1412), Berge (1447), Berg (1455), Berque/Bergs/Beri (1681), Berig (1698), Berich (1756), Beriges (1793)[13].

Du germanique berg « hauteur, colline, mont ».

### Vintrange
- Vintringen (1180 et 1433), Wintrange (1354), Wintringen (1450), Winthringen (1478), Winstringa et Vintringa (1544), Wittringen (1594), Vintrange (1793).
- En allemand : Wintringen[14].
- Durant le XIXe siècle, Vintrange était également connu au niveau postal sous l'alias de Winteringen[15].

## Histoire

### Bérig
- Siège d'un fief mouvant du bailliage de Dieuze en 1681, était annexe de la paroisse de Vintrange.
- Village de la cour ou mairie de Bistroff et de la seignerie de Hinguesange (Hingsange) en 1682.
- A absorbé Vintrange entre 1790 et 1794, pour former la commune de Bérig-Vintrange.

### Vintrange
- L'ancienne paroisse de Vintrange comprenait Bérig et Vallerange.
- Vintrange existait dès 1118, c'était un fief de nom et d'armes sous la châtellenie de Dieuze, plus tard il fut annexé à la terre de Thicourt.
- Au XIIe siècle, la cure de Vintrange dépendait de l'abbaye de Neuwiller en Alsace, mais en 1475 elle passa à la collégiale de Fénétrange.
- Au XVIIe siècle, possession des « seigneurs de Vigneulles du Sart, descendants des barons de Vigneulles, seigneurs de Ménil-la-Tour »[16],[17].

## Politique et administration
| Période                                  | Période   | Identité          | Étiquette | Qualité |
| ---------------------------------------- | --------- | ----------------- | --------- | ------- |
| Les données manquantes sont à compléter. |           |                   |           |         |
| février 1968                             | mars 1995 | Georges Henrion   | SE        |         |
| mars 1995                                | mars 2001 | Jean-Louis Cezard | SE        |         |
| mars 2001                                | En cours  | Guy Born          | SE        |         |

## Démographie
L'évolution du nombre d'habitants est connue à travers les recensements de la population effectués dans la commune depuis 1793. Pour les communes de moins de 10 000 habitants, une enquête de recensement portant sur toute la population est réalisée tous les cinq ans, les populations de référence des années intermédiaires étant quant à elles estimées par interpolation ou extrapolation. Pour la commune, le premier recensement exhaustif entrant dans le cadre du nouveau dispositif a été réalisé en 2008.

En 2022, la commune comptait 213 habitants, en évolution de −4,05 % par rapport à 2016 (Moselle : +0,52 %, France hors Mayotte : +2,11 %).
| 1793 | 1800 | 1806 | 1821 | 1836 | 1841 | 1861 | 1866 | 1871 |
| ---- | ---- | ---- | ---- | ---- | ---- | ---- | ---- | ---- |
| 340  | 387  | 403  | 489  | 597  | 564  | 419  | 486  | 420  |

| 1875 | 1880 | 1885 | 1890 | 1895 | 1900 | 1905 | 1910 | 1921 |
| ---- | ---- | ---- | ---- | ---- | ---- | ---- | ---- | ---- |
| 405  | 391  | 388  | 379  | 356  | 343  | 316  | 317  | 286  |

| 1926 | 1931 | 1936 | 1946 | 1954 | 1962 | 1968 | 1975 | 1982 |
| ---- | ---- | ---- | ---- | ---- | ---- | ---- | ---- | ---- |
| 257  | 217  | 221  | 213  | 207  | 223  | 252  | 245  | 237  |

| 1990 | 1999 | 2006 | 2008 | 2013 | 2018 | 2022 | - | - |
| ---- | ---- | ---- | ---- | ---- | ---- | ---- | - | - |
| 223  | 209  | 229  | 235  | 226  | 217  | 213  | - | - |

## Culture locale et patrimoine

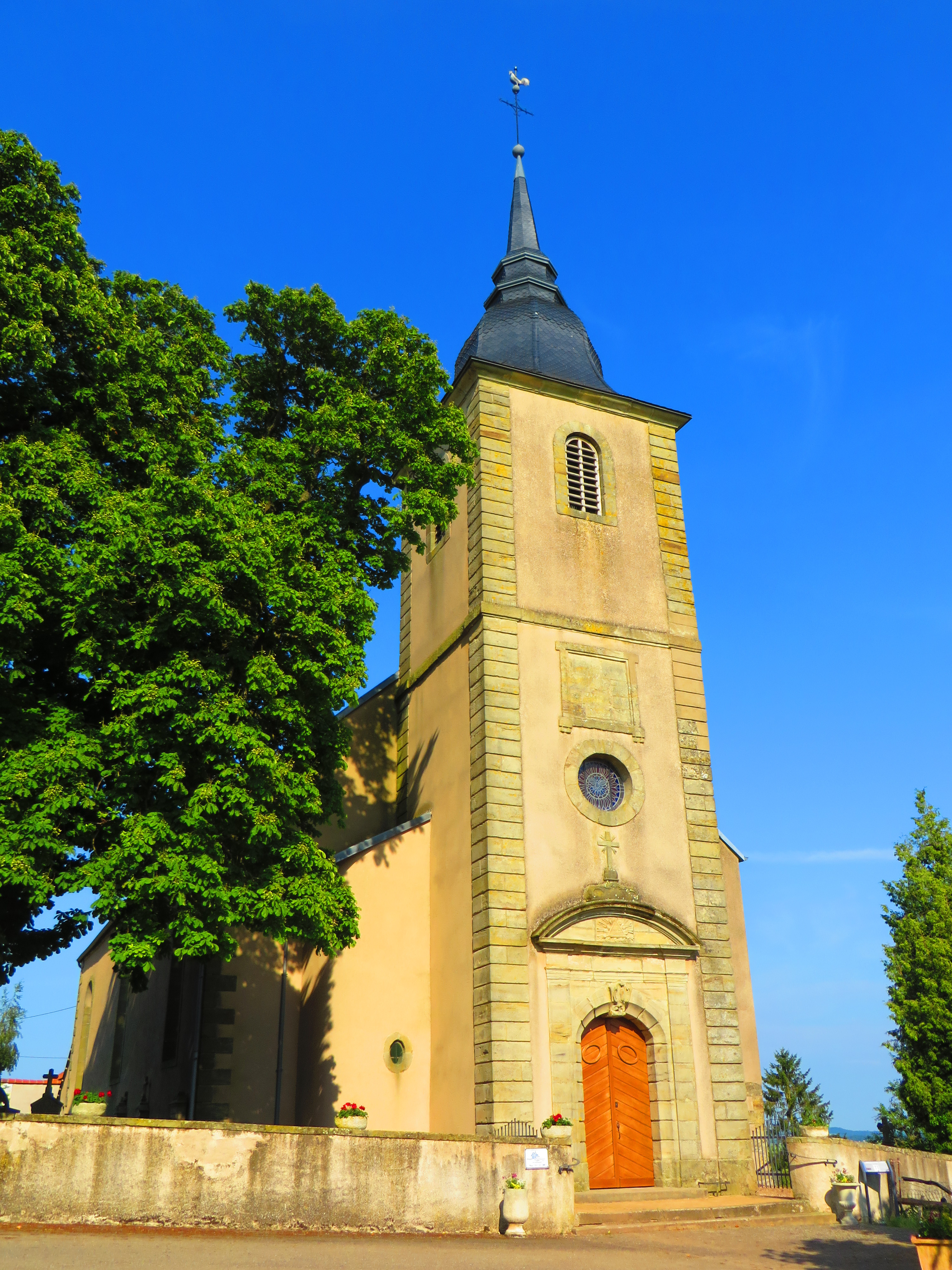
Église Saint-Hippolyte de Vintrange.

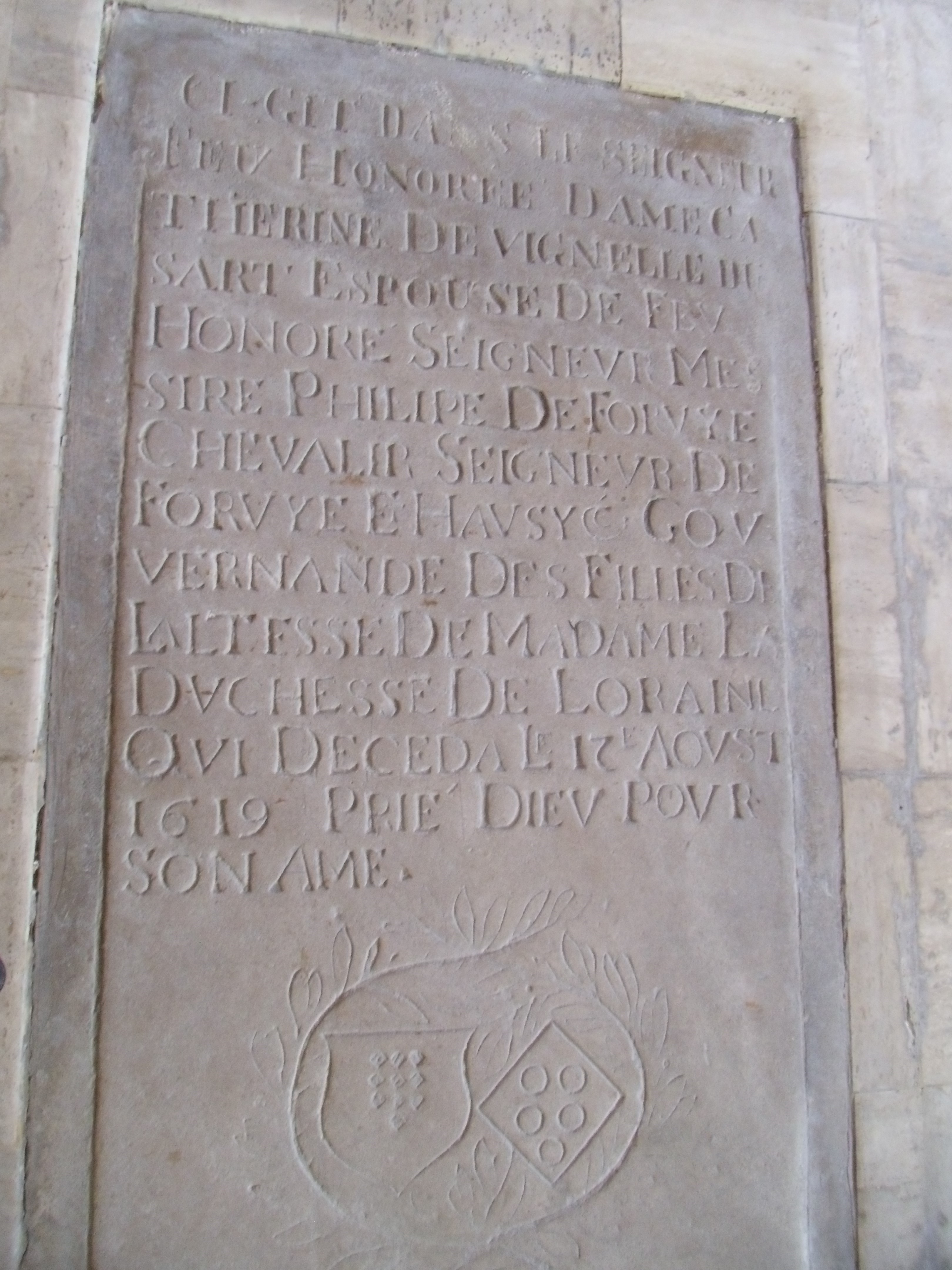
Pierre tombale dans l'église Saint-Hippolyte de Bérig-Vintrange faisant mention de la famille de Vigneulles du Sart.

### Lieux et monuments
- Passage de la voie romaine.
- Église Saint-Hippolyte de Vintrange 1742 : pietà XVe siècle ; ossuaire ; statue de Michel Waris, célèbre rebouteux du XIXe siècle.
- Ancien ossuaire, lieu-dit rue des Vourles, inscription monument historique par arrêté du 23 novembre 1987[21].

### Personnalités liées à la commune
- Les seigneurs de Vigneulles du Sart.
- Michel Waris, rebouteux[22].

## Pour approfondir